# Horasis
 (mai 2023).
La mise en forme du texte ne suit pas les recommandations de Wikipédia : il faut le « wikifier ».
Les points d'amélioration suivants sont les cas les plus fréquents. Le détail des points à revoir est peut-être précisé sur la page de discussion.
- Les titres sont pré-formatés par le logiciel. Ils ne sont ni en capitales, ni en gras.
- Le texte ne doit pas être écrit en capitales (les noms de famille non plus), ni en gras, ni en italique, ni en « petit »…
- Le gras n'est utilisé que pour surligner le titre de l'article dans l'introduction, une seule fois.
- L'italique est rarement utilisé : mots en langue étrangère, titres d'œuvres, noms de bateaux, etc.
- Les citations ne sont pas en italique mais en corps de texte normal. Elles sont entourées par des guillemets français : « et ».
- Les listes à puces sont à éviter, des paragraphes rédigés étant largement préférés. Les tableaux sont à réserver à la présentation de données structurées (résultats, etc.).
- Les appels de note de bas de page (petits chiffres en exposant, introduits par l'outil «  Source ») sont à placer entre la fin de phrase et le point final[comme ça].
- Les liens internes (vers d'autres articles de Wikipédia) sont à choisir avec parcimonie. Créez des liens vers des articles approfondissant le sujet. Les termes génériques sans rapport avec le sujet sont à éviter, ainsi que les répétitions de liens vers un même terme.
- Les liens externes sont à placer uniquement dans une section « Liens externes », à la fin de l'article. Ces liens sont à choisir avec parcimonie suivant les règles définies. Si un lien sert de source à l'article, son insertion dans le texte est à faire par les notes de bas de page.
- La présentation des références doit suivre les conventions bibliographiques. Il est recommandé d'utiliser les modèles {{Ouvrage}}, {{Chapitre}}, {{Article}}, {{Lien web}} et/ou {{Bibliographie}}. Le mode d'édition visuel peut mettre en forme automatiquement les références.
- Insérer une infobox (cadre d'informations à droite) n'est pas obligatoire pour parachever la mise en page.

Pour une aide détaillée, merci de consulter Aide:Wikification.
Si vous pensez que ces points ont été résolus, vous pouvez retirer ce bandeau et améliorer la mise en forme d'un autre article.
 (mai 2023).
L'article doit être relu — et modifié si nécessaire — par des contributeurs indépendants pour apporter un regard critique aux contributions effectuées en violation des conditions d'utilisation de Wikipédia, tant sur la forme (notamment concernant le style encyclopédique, la proportionnalité) que sur le fond (la neutralité de point de vue, la qualité et l'indépendance des sources).
Horasis est un groupe de réflexion (ou think tank) international indépendant, dont le siège est à Zurich, en Suisse. Fondée en 2005 par Frank-Jürgen Richter, ancien directeur du Forum économique mondial, Horasis se consacre à l'innovation et au développement de marchés émergents durables. La réunion mondiale annuelle Horasis à Cascais, au Portugal, est un rassemblement d'hommes d'affaires avec des représentants du gouvernement, des scientifiques et des intellectuels centrés sur des questions concernant les entreprises et les sociétés.

## Activités

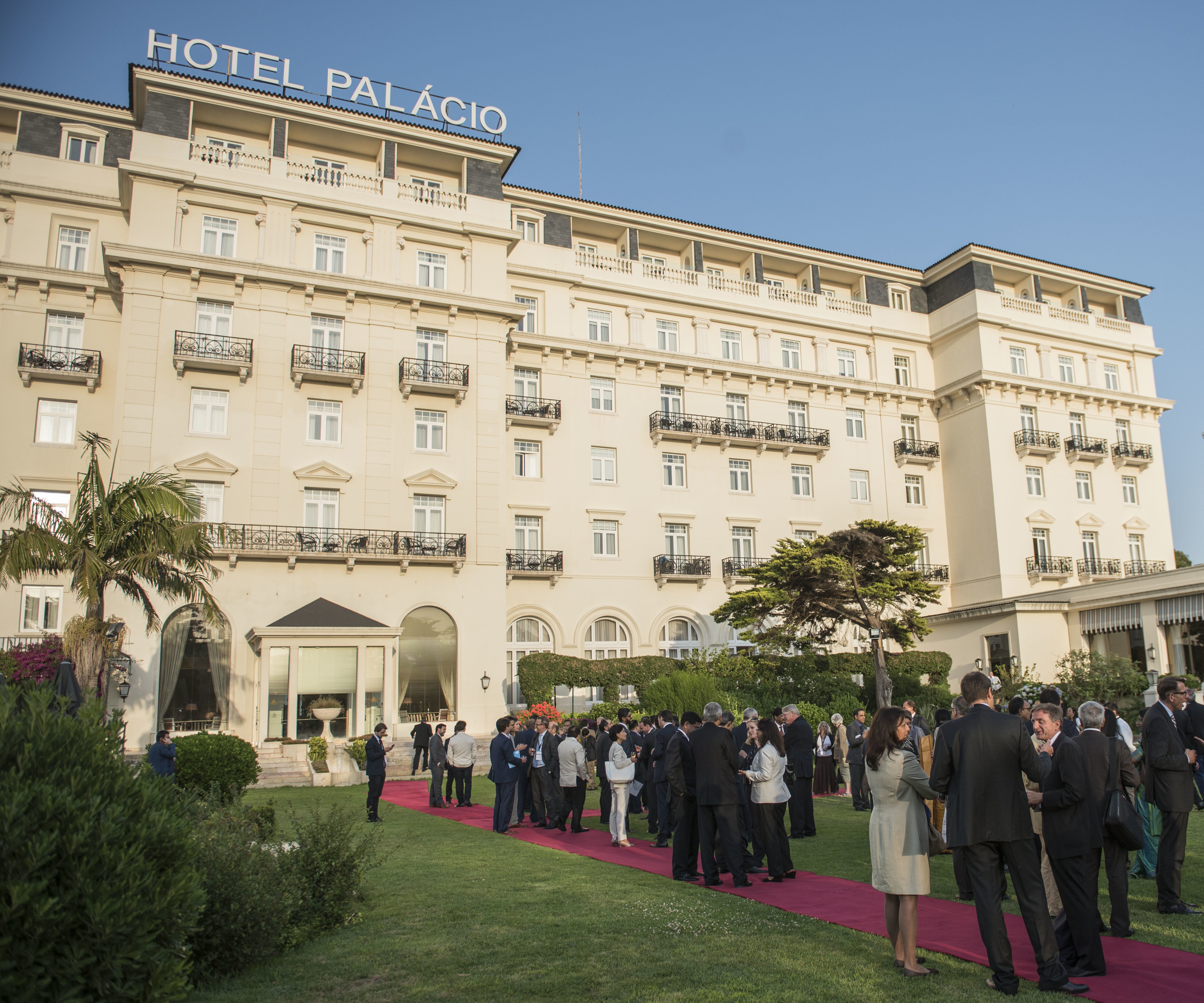
Réception de la réunion Horasis à l' Hôtel Palácio Estoril, à Cascais, sur la Riviera portugaise, près de Lisbonne.

Horasis fournit une plateforme de coopération et de partage des connaissances, en particulier entre les pays développés et les marchés émergents. La communauté travaille principalement par le biais de partenariats avec des entreprises, des gouvernements et des organisations internationales, servant souvent d'incubateur pour de nouvelles initiatives. Ces réunions se déroulent à tour de rôle dans les pays hôtes qui organisent les événements ; des entreprises sélectionnées complètent les discours et les présentations sur des sujets d'actualités,.
Les réunions d'Horasis se tiennent généralement dans un pays d'accueil situé en dehors de la situation géographique de la nation « ciblée ». Ces événements sont un moyen pour les pays invités (Chine, Inde et Asie du Sud-Est) de promouvoir leurs relations avec le monde et de faire preuve de soft power par le biais de la cooptation et la coopération. Les réunions sont également une plateforme permettant au pays hôte d'engager un dialogue politique avec les pays invités,.

### Publications
Horasis publie des rapports basés sur les réunions, contribue à la rédaction d'articles d'opinion pour la presse internationale et des avis d'experts pour les journaux télévisés,.

### Chefs d'entreprise de l'année
Horasis décerne le prix « Business Leaders of the Year » aux entrepreneurs qui ont créé et dirigé des entreprises mondiales prospères. Ce prix a été décerné pour la première fois en 2006. Les cérémonies de remise des prix ont lieu lors des réunions régionales,.

## Réunion mondiale
Le Horasis Global Meeting annuel est un rassemblement d'hommes d'affaires avec des responsables gouvernementaux, des scientifiques et des intellectuels. Environ 500 participants de 70 pays se réunissent chaque année pour discuter de questions concernant les entreprises et les sociétés. Des questions telles que la croissance économique, l'innovation, la migration et l'inégalité figurent généralement dans les débats,.
La réunion mondiale s'est tenue pour la première fois à Liverpool en 2016 et, depuis 2017, se tient chaque année à Cascais, au Portugal.

## Rencontres régionales
Horasis organise chaque année la réunion Horasis Chine, la réunion Horasis Inde et la réunion Horasis Asie. En 2017, la réunion Horasis Chine s'est tenu pour la première fois à Sheffield, au Royaume-Uni, et a réuni plus de 300 hommes d'affaires chinois, dont des représentants d'entreprises publiques, de fonds d'investissement et d'entreprises privées, ainsi que leurs homologues britanniques. La rencontre internationale Horasis Inde réunit des centaines d'hommes d'affaires et de politiciens d'Inde et du monde entier. La rencontre Horasis Asie en 2017 a été co-organisée par le Gouvernement du Bengale Occidental et la Chambre de Commerce Indienne (ICC),. Les réunions d'Horasis Asie en 2018 et 2019 se sont toutes deux tenues dans la nouvelle ville de Binh Duong, dans la province de Bình Dương, au Vietnam,.